# Subenrat Insaeng
Subenrat Insaeng (* 10. Februar 1994 in Surat Thani) ist eine thailändische Leichtathletin, die sich auf den Diskuswurf spezialisiert hat. In dieser Disziplin ist sie momentan Inhaberin des Landesrekords und gewann zwei Medaillen bei Asienmeisterschaften.

## Sportliche Laufbahn
Erste internationale Erfahrungen bei internationalen Meisterschaften sammelte Subenrat Insaeng bei den Jugendasienspielen 2009 in Singapur, bei denen sie mit 49,28 m die Silbermedaille gewann, wie auch bei den Juniorenasienmeisterschaften in Hanoi 2010. Bei den im selben Jahr erstmals ausgetragenen Olympischen Jugend-Spielen in Singapur belegte sie im Finale den fünften Rang. 2011 nahm sie an den Jugendweltmeisterschaften nahe Lille teil, konnte sich dort aber als 17. der Qualifikation nicht das Finale erreichen. Bei den Südostasienspielen in Palembang gewann sie hingegen ihre erste Goldmedaille bei diesen Meisterschaften mit 52,25 m. 2012 gewann sie mit 54,08 m ebenfalls Gold bei den Juniorenasienmeisterschaften in Colombo und belegte bei den Juniorenweltmeisterschaften in Barcelona mit 54,47 m den sechsten Platz. 2013 belegte sie bei der Sommer-Universiade im russischen Kasan ursprünglich den vierten Platz, rückte aber aufgrund der Dopingdisqualifikation der Russin Wera Karmischina-Ganejewa auf den Bronzerang vor. Bei den Südostasienspielen in Naypyidaw gewann sie mit 56,77 m erneut die Goldmedaille. 2014 nahm sie erstmals an den Asienspielen im südkoreanischen Incheon teil und belegte dort mit 54,77 m den fünften Platz. 2015 gewann sie mit 59,56 m ihre dritte Goldmedaille bei den Südostasienspielen in Singapur und belegte bei den Asienmeisterschaften in Wuhan mit 58,47 m den vierten Rang. Daraufhin nahm sie erneut an der Sommer-Universiade in Gwangju teil und wurde dort mit 57,75 m ebenfalls Vierte. Sie qualifizierte sich auch für die Weltmeisterschaften in Peking, bei denen sie mit 55,14 m in der Qualifikation ausschied. 2016 nahm sie an den Olympischen Spielen in Rio de Janeiro teil, bei denen sie in der Qualifikation mit 56,64 m als 24. ausschied.
Ein Jahr später gewann sie bei den Asienmeisterschaften in Bhubaneswar mit 56,82 m die Silbermedaille, hatte aber zu Siegerin, Chen Yang aus China, mehr als drei Meter Rückstand. In Kuala Lumpur gewann sie mit 55,23 m ihre vierte Goldmedaille bei Südostasienspielen und sie qualifizierte sich zudem erneut für die Weltmeisterschaften in London, bei denen sie mit 55,16 m in der Qualifikation ausschied. 2018 nahm sie erneut an den Asienspielen in Jakarta teil und wurde dort mit 57,78 m Vierte. Im Jahr darauf gewann sie bei den Asienmeisterschaften in Doha mit einer Weite von 58,20 m die Bronzemedaille hinter den beiden Chinesinnen Feng Bin und Chen Yang. Anschließend belegte sie bei ihrer dritten Teilnahme an den Studentenweltspielen in Neapel mit 55,59 m den fünften Platz. Im Dezember siegte sie ein weiteres Mal bei den Südostasienspielen in Capas mit neuem Spielerekord von 60,33 m. 2021 nahm sie an den Olympischen Sommerspielen in Tokio teil und verpasste dort mit 59,23 m den Finaleinzug und siegte dann aber im Jahr darauf mit 53,09 m bei den Südostasienspielen in Hanoi. 2023 siegte sie mit 57,76 m erneut bei den Südostasienspielen in Phnom Penh und belegte dort im Kugelstoßen mit 12,12 m den sechsten Platz. Anschließend siegte sie mit 59,67 m beim Qosanov Memorial und gewann dann bei den Asienmeisterschaften in Bangkok mit 55,80 m die Bronzemedaille hinter den Chinesinnen Feng Bin und Wang Fang. Im August schied sie bei den Weltmeisterschaften in Budapest mit 56,19 m in der Qualifikationsrunde aus. Im Oktober belegte sie bei den Asienspielen in Hangzhou mit 58,26 m den vierten Platz. Im Jahr darauf schied sie bei den Olympischen Sommerspielen in Paris mit 58,07 m in der Vorrunde aus.
2025 gewann sie bei den Asienmeisterschaften in Gumi mit 57,68 m die Silbermedaille hinter der Chinesin Feng Bin.
In den Jahren 2012, von 2020 bis 2022 und 2024 wurde sie thailändische Meisterin im Diskuswurf. Sie absolvierte ein Masterstudium für öffentliche Verwaltung an der Thonburi University in Bangkok.